# Judson Dance Theater

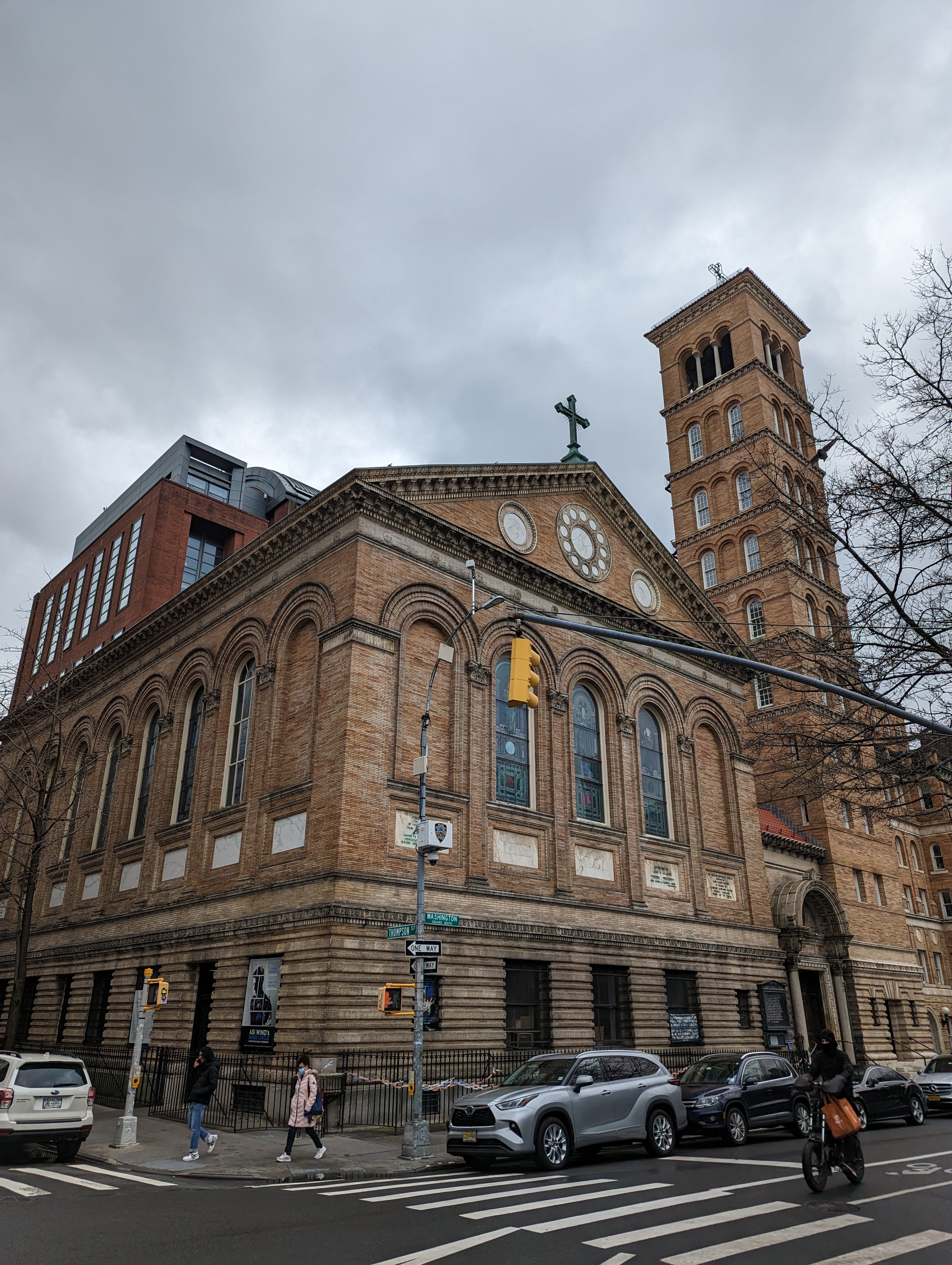
La Judson Memorial Church de New York, où se produisaient le Judson Dance Group

Le Judson Dance Theater, également appelé Judson Dance Group, est un groupe informel de danseurs qui donnait ses spectacles à la Judson Memorial Church de New York entre 1962 et 1964. Ce groupe est considéré comme un des fondateurs de la danse post-moderne.
Ils étaient conquis par la danse d'Anna Halprin, qui recherchait le mouvement physique simple dans l'espace, et voulaient présenter cette approche dans les happenings et événements new-yorkais.

## Biographie
Le Judson Dance Theater est le produit du premier groupe de danseurs réunis autour d'Anna Halprin à la fin des années 1950 à San Francisco. Ce groupe dans lequel figurait notamment Trisha Brown et Yvonne Rainer décide de partir pour New York en 1960 et trouve un accueil favorable pour ses représentations à la Judson Memorial Church, lieu progressiste de promotion des arts. C'est autour de Robert Ellis Dunn, un musicien et compositeur qui étudia avec John Cage, que le groupe évolua dans ses recherches chorégraphiques pour petit à petit proposer une danse plus expérimentale en rupture avec la danse moderne. Ils développèrent principalement la danse improvisée et le contact improvisation, avec les partitions de John Cage et la musique erratique de Erik Satie.
Construisant son propre répertoire, le Judson Dance Theater donna son premier spectacle le 6 juillet 1962 avec la présentation des chorégraphies de Steve Paxton (avec Transit), Fred Herko, David Gordon, Alex et Deborah Hay, Yvonne Rainer (avec Dance for 3 People and 6 Arms), Elaine Summers, William Davis[Lequel ?], et Ruth Emerson. Ce spectacle durait trois heures. Il eut un grand succès.
Ce groupe de création ne se limite pas à la danse, intégrant de nombreux musiciens comme Philip Corner et des artistes postmodernistes comme Yoko Ono.

## Membres fondateurs du Judson Dance Theater
- David Gordon
- Steve Paxton
- Yvonne Rainer
- Trisha Brown
- Lucinda Childs
- Sally Gross
- Alex Hay
- Deborah Hay
- Simone Forti
- Elaine Summers
- Aileen Passloff
- Meredith Monk
- Jessica Cargill
- Jen Scoble